# Yusuke Nakamura
Yusuke Nakamura (中村 友亮 Nakamura Yusuke?, nacido el 6 de octubre de 1986 en Shizuoka) es un exfutbolista japonés. Jugaba de centrocampista y su último club fue el FC Ryukyu de Japón.

## Trayectoria

### Clubes
| Club        | País  | Año         |
| ----------- | ----- | ----------- |
| Vissel Kobe | Japón | 2005 - 2007 |
| FC Ryukyu   | Japón | 2008 - 2010 |